# Joanna Linkiewicz
Joanna Linkiewicz (* 2. Mai 1990 in Breslau) ist eine polnische Leichtathletin, die sich auf den 400-Meter-Hürdenlauf spezialisiert hat.

## Sportliche Laufbahn
Erste Erfahrungen bei internationalen Meisterschaften sammelte Joanna Linkiewicz im Jahr 2008, als sie bei den Juniorenweltmeisterschaften im heimischen Bydgoszcz mit der polnischen 4-mal-400-Meter-Staffel mit 3:43,08 min im Vorlauf ausschied. 2011 schied sie bei den U23-Europameisterschaften in Ostrava mit 61,24 s in der ersten Runde über 400 m Hürden aus und gelangte im Staffelbewerb mit 3:36,42 min auf Rang vier mit der Staffel. 2013 nahm sie erstmals an der Sommer-Universiade im russischen Kasan teil und kam dort mit 60,01 s nicht über die Vorrunde über die Hürden hinaus und belegte in 3:45,62 min den vierten Platz im Staffelbewerb. Im Jahr darauf verhalf sie dem polnischen Team zum Finaleinzug bei den Hallenweltmeisterschaften im heimischen Sopot und belegte anschließend bei den IAAF World Relays auf den Bahamas in 3:27,37 min den fünften Platz. Mitte August klassierte sie sich bei den Europameisterschaften in Zürich mit 56,59 s auf dem achten Platz im Hürdenlauf und wurde in 3:25,73 min Fünfte in der 4-mal-400-Meter-Staffel. 2015 gewann sie bei den Halleneuropameisterschaften in Prag in 3:31,90 min gemeinsam mit Małgorzata Hołub-Kowalik, Monika Szczęsna und Justyna Święty-Ersetic die Bronzemedaille hinter den Teams aus Frankreich und dem Vereinigten Königreich. Anschließend erreichte sie bei den World Relays in Nassau mit 3:29,30 min Rang fünf und startete dann erneut bei den Studentenweltspielen im koreanischen Gwangju und siegte dort in 55,62 s im Hürdenlauf sowie in 3:31,98 min auch in der 4-mal-400-Meter-Staffel. Daraufhin scheiterte sie bei den Weltmeisterschaften in Peking mit 56,51 m in der Vorrunde und verpasste auch mit der Staffel mit 3:32,83 min den Finaleinzug. Im Jahr darauf gewann sie bei den Europameisterschaften in Amsterdam in 55,33 s die Silbermedaille hinter der Dänin Sara Slott Petersen. Anschließend nahm sie an den Olympischen Sommerspielen in Rio de Janeiro teil und schied dort mit 55,35 s im Halbfinale aus.
2017 gelangte sie bei den Weltmeisterschaften in London bis ins Halbfinale und schied dort mit 56,25 s aus, ehe sie bei der Sommer-Universiade in Taipeh in 55,90 s die Silbermedaille hinter der Italienerin Ayomide Folorunso gewann. Im Jahr darauf verhalf sie dem polnischen Team zum Finaleinzug bei den Hallenweltmeisterschaften in Birmingham und trug damit zum Gewinn der Silbermedaille bei. Im August erreichte sie bei den Europameisterschaften in Berlin das Halbfinale im Hürdenlauf und schied dort mit 56,06 s aus. 2019 schied sie auch bei den Weltmeisterschaften in Doha mit 55,38 s im Semifinale aus und wurde anschließend bei den Militärweltspielen in Wuhan in 57,15 s Vierte über die Hürden und siegte in 3:27,84 min in der 4-mal-400-Meter-Staffel. Zudem belegte sie mit der 4-mal-100-Meter-Staffel in 44,80 s den fünften Platz. 2021 nahm sie erneut an den Olympischen Sommerspielen in Tokio teil und schied dort mit 55,67 s im Halbfinale aus.
In den Jahren von 2013 bis 2021 wurde Linkiewicz polnische Meisterin im 400-Meter-Hürdenlauf und 2011, 2015 und 2017 siegte sie in der 4-mal-100-Meter-Staffel. Zudem siegte sie 2016 und 2020 in der 4-mal-400-Meter-Staffel im Freien sowie 2014 in der Halle. Zudem wurde sie 2011 Hallenmeisterin im 400-Meter-Lauf.

## Persönliche Bestleistungen
- 400 Meter: 53,72 s, 15. Juni 2013 in Stettin
  - 400 Meter (Halle): 53,41 s, 18. Februar 2018 in Toruń
- 400 m Hürden: 54,93 s, 31. Juli 2021 in Tokio